# بازی‌های آفریقایی ۱۹۹۵
بازی‌های آفریقایی ۱۹۹۵ (انگلیسی: 1995 All-Africa Games) یک رویداد چندورزشی است که از ۱۳ تا ۲۳ سپتامبر ۱۹۹۵ در هراره، زیمبابوه برگزار شده است.

## ورزش‌ها
- ورزش دو و میدانی
- بیسبال
- بسکتبال
- بوکس
- دوچرخه‌سواری
- فوتبال
- ژیمناستیک
- وزنه‌برداری
- هندبال
- هاکی روی چمن
- جودو
- کاراته
- کشتی (ورزش)
- شنا
- تکواندو
- تنیس
- تنیس روی میز
- تیراندازی
- والیبال

## جدول مدال‌ها
*   کشور میزبان (زیمبابوه)
| رتبه            | کشور                | طلا | نقره | برنز | مجموع |
| --------------- | ------------------- | --- | ---- | ---- | ----- |
| ۱               | آفریقای جنوبی (SAF) | ۶۴  | ۵۱   | ۳۹   | ۱۵۴   |
| ۲               | مصر (EGY)           | ۶۱  | ۴۳   | ۵۰   | ۱۵۴   |
| ۳               | نیجریه (NGR)        | ۳۶  | ۳۱   | ۴۰   | ۱۰۷   |
| ۴               | الجزایر (ALG)       | ۱۵  | ۱۶   | ۲۶   | ۵۷    |
| ۵               | کنیا (KEN)          | ۱۲  | ۱۱   | ۱۷   | ۴۰    |
| ۶               | تونس (TUN)          | ۹   | ۱۱   | ۱۹   | ۳۹    |
| ۷               | زیمبابوه (ZIM)*     | ۶   | ۶    | ۲۳   | ۳۵    |
| ۸               | سنگال (SEN)         | ۵   | ۴    | ۶    | ۱۵    |
| ۹               | کامرون (CMR)        | ۳   | ۱۳   | ۱۰   | ۲۶    |
| ۱۰              | موریس (MRI)         | ۳   | ۶    | ۹    | ۱۸    |
| ۱۱              | ماداگاسکار (MAD)    | ۲   | ۲    | ۵    | ۹     |
| ۱۲              | گابن (GAB)          | ۲   | ۰    | ۶    | ۸     |
| ۱۳              | اتیوپی (ETH)        | ۱   | ۵    | ۶    | ۱۲    |
| ۱۴              | غنا (GHA)           | ۱   | ۴    | ۲    | ۷     |
| ۱۵              | موزامبیک (MOZ)      | ۱   | ۲    | ۰    | ۳     |
| ۱۶              | سیرالئون (SLE)      | ۱   | ۱    | ۰    | ۲     |
| ۱۷              | تانزانیا (TAN)      | ۱   | ۰    | ۱    | ۲     |
| ۱۸              | بوروندی (BDI)       | ۱   | ۰    | ۰    | ۱     |
| ۱۹              | نامیبیا (NAM)       | ۰   | ۴    | ۳    | ۷     |
| ۲۰              | ساحل عاج (CIV)      | ۰   | ۴    | ۲    | ۶     |
| ۲۱              | زامبیا (ZAM)        | ۰   | ۲    | ۲    | ۴     |
| ۲۲              | سیشل (SEY)          | ۰   | ۱    | ۲    | ۳     |
| ۲۲              | لسوتو (LES)         | ۰   | ۱    | ۲    | ۳     |
| ۲۴              | آفریقای مرکزی (CAF) | ۰   | ۱    | ۰    | ۱     |
| ۲۴              | بورکینافاسو (BUR)   | ۰   | ۱    | ۰    | ۱     |
| ۲۴              | لیبی (LBA)          | ۰   | ۱    | ۰    | ۱     |
| ۲۴              | مالی (MLI)          | ۰   | ۱    | ۰    | ۱     |
| ۲۴              | گینه (GUI)          | ۰   | ۱    | ۰    | ۱     |
| ۲۹              | آنگولا (ANG)        | ۰   | ۰    | ۳    | ۳     |
| ۲۹              | اسواتینی (SWZ)      | ۰   | ۰    | ۳    | ۳     |
| ۳۱              | اوگاندا (UGA)       | ۰   | ۰    | ۲    | ۲     |
| ۳۲              | بوتسوانا (BOT)      | ۰   | ۰    | ۱    | ۱     |
| ۳۲              | کنگو (CGO)          | ۰   | ۰    | ۱    | ۱     |
| مجموع (۳۳ کشور) | مجموع (۳۳ کشور)     | ۲۲۴ | ۲۲۳  | ۲۸۰  | ۷۲۷   |